# 進撃の巨人における年表
進撃の巨人における年表（しんげきのきょじんにおけるねんぴょう）では、諫山創の漫画『進撃の巨人』およびそのアニメやスピンオフ作品などその他派生作品における、架空世界のできごとを年表形式に掲載する。
なお、年号は壁内で使用されている作品独自のものである。

## 古代
紀元前1168年ごろ
- 「エルディア」という名の部族は、他部族へ侵略を繰り返し、捕虜にした他部族民たちを奴隷として使役していた。
- ユミルという名の奴隷の少女（すなわち「始祖ユミル」）が罪のためエルディアの部落から「追放」され、人狩りから逃げている最中にある巨大な木の中の池に落ち、巨人の起源となる（「大地の悪魔」と呼ばれる）存在と接触し、巨人の力を手に入れる。
- エルディア部族の長であるフリッツ王が始祖ユミルの巨人の力を戦争に利用し、これによりエルディアは急速に勢力を拡大する。
- フリッツ王と始祖ユミルの娘であるマリア、ローゼ、シーナが生まれる。

紀元前1155年ごろ
- 始祖ユミルがフリッツ王を暗殺者から庇って死亡する。
- 始祖ユミルの死後、フリッツ王がその遺体をマリア、ローゼ、シーナに食べさせることにより巨人の力を継承させる。
  - その後も同じような方法によって巨人の力が継承されていき、最終的に巨人の力は9つに別れて「九つの巨人」となったと思われる。

紀元前350年ごろ
- エルディア帝国が巨人の力を使って当時の大国マーレに侵攻したことにより、ラーゴやモンテ、ヴァレなどの大都市が数日のうちに消滅し、数十万人の民衆が死亡する。
- マーレを滅ぼした後にも征服活動が続けられ、遂には大陸のほとんどがエルディア帝国の支配域に収められるに至り、在地の民族たちは抑圧されるようになる。

元年？
- それまでのエルディア王家の血筋（初代フリッツ王とその正室の子孫）とユミルの民（始祖ユミルの子孫）の両方の血を引く王の即位か。

230年
- 流行病を乗り切るため、当時のエルディア王によってユミルの民の体の設計図が書き換えられる。

## エルディア帝国の崩壊後

### 800年以前
738年ごろ
- 第145代エルディア王カール・フリッツが始祖の巨人を継承したことをきっかけに、エルディア帝国の内戦である「巨人大戦」が勃発する。
  - 壁内の記録では「この年に巨人が出現したことにより、人類の大半が死滅した」とされる。
  - マーレでは「マーレの英雄・へーロスが内部工作で、エルディアに内戦を起こし弱体化させた」としている。

743年
- エルディア王カール・フリッツはタイバー家と画策して巨人大戦を終結させ、一部のエルディア人とともにパラディ島へ退避する。
  - カールは始祖の巨人の力で無数の超大型巨人を使ってパラディ島に三重の壁（ウォール・マリア/ローゼ/シーナ）を築き、「不戦の契り」を宣言した。この後、壁内世界は鎖国状態となる。
  - 壁内にいたエルディア人の記憶が始祖の巨人の力で改竄され、壁外の人類は巨人により滅亡したと思い込まされる。
  - カールがレイス家の「初代王」となり、壁内の世界を統治し始める。

- 「九つの巨人」のうち始祖と進撃を除く七つの巨人の力がマーレの手に落ちる。

770 - 780年代ごろ
- 巨人信奉者によりシガンシナ区の門が開放される。侵入した巨人によってシガンシナ区は甚大な被害を被る。
- キュクロ誕生。
- ホルヘ・ピケールとアンヘル・アートネンによって巨人が殺せる存在であることが立証される。

773年
- （始祖ユミルではない）ユミル誕生。

780 - 790年代ごろ
- 立体機動装置訓練が正式に兵団の教科として採用される。
- キュクロが史上初めて立体機動装置を用い巨人を討伐する。

784年
- ある日、一人の坑夫が壁の地下を掘り、ウォール・シーナへ入ろうと試みるが、地下の壁に阻まれ失敗に終わる。
- 友人に壁のことを打ち明けた直後、坑夫が行方不明になる。友人が坑夫の行為を駐屯兵団に話したところ、駐屯兵団と憲兵団による捜索が行われるが進展はなく、その後友人も行方不明になる。

785年
- ユミルがマーレ当局によって「楽園送り」にされ、以降約60年間無垢の巨人としてパラディ島の壁外を彷徨う。

### 800年代
時期不明
- エルヴィン・スミス誕生。

801年ごろ
- グリシャ・イェーガー誕生。

809年ごろ
- フェイ・イェーガー誕生。

### 810年代
時期不明
- 王政（レイス家）と対立したアッカーマン一族と東洋人一族が政府から追放され、弾圧を受ける。
- ケニー・アッカーマンは多数の憲兵を殺害し「切り裂きケニー」として巷で恐れられたが、のちウーリ・レイスと出会い中央第一憲兵として再度仕える。
- リヴァイ・アッカーマン誕生。
  - リヴァイの母親のクシェルがほどなく病死。伯父にあたるケニー・アッカーマンがしばらくの間リヴァイの面倒を見ていた。
  - ケニーの分家筋も迫害を受け、山間部へ移住。のちミカサの父となるアッカーマンは東洋人の女性と結ばれる。

817年ごろ
- グリシャ・イェーガーの妹、フェイが何者かに殺害される。犯人は特定されず。
  - 真相はマーレ治安当局のグロスが息子達とともに犬に襲わせて殺害したことが判明する。この一件でグリシャはマーレを深く憎悪することになる。

819年ごろ
- エレン・クルーガーが「進撃の巨人」を継承する。
- グリシャが18歳の頃、父親の診療所を受け継ぎ医者として働いていた所へ「エルディア復権派」の1人のグライスが接触、フェイの死の真相を聞いた後に勧誘を受け、「エルディア復権派」の一員に加わる。

### 820年代
時期不明
- エルヴィン・スミスの父親が死亡。
  - 中央第一憲兵による謀殺であったが、表向きは事故死とされた。

824年ごろ
- ダイナ・フリッツが「エルディア復権派」の前に姿を現す。

825年ごろ
- グリシャとダイナが恋愛の末に結婚。ジーク誕生。

827年ごろ
- フリーダ・レイス誕生。

### 830年代
832年
- ジークの密告により「エルディア復権派」がマーレ治安当局に拘束され、「楽園送り」となる。
  - グリシャとグライスを除くダイナら構成員全員が無垢の巨人となり、パラディ島内を彷徨う。
  - マーレ治安当局のエレン・クルーガーが「フクロウ」かつ巨人化能力者であることを明かし、グリシャに「進撃の巨人」を継承させる。

- グリシャ・イェーガーが壁内に潜入する。
  - 調査兵団員であったキース・シャーディスが壁外調査の帰路でグリシャと出会う。
  - グリシャが自身の医療知識を活用し、壁内を行き来し易く「始祖の巨人」の継承者の調査もし易いとの観点から医者として働く。
  - 酒場にて当時ウェイトレスとして働いていたカルラとグリシャが出会う。

833年
- ライナー・ブラウン誕生。

834年
- ベルトルト・フーバー、アニ・レオンハート、マルコ・ボット、サシャ・ブラウス誕生。

835年以前
- シガンシナ区で謎の流行病が発生。グリシャが抗体を提供したことで多くの住民が救われる。
  - その時の縁でカルラの告白を受ける形でグリシャとカルラの交際がはじまる。

- キースが調査兵団第12代団長に就任。
- グリシャとカルラが結婚。

835年
- エレン・イェーガー、ミカサ・アッカーマン、アルミン・アルレルト、ジャン・キルシュタイン、コニー・スプリンガー、ヒストリア・レイス誕生。
  - グリシャの独自調査で「始祖の巨人」の継承者がレイス家である事を突き止めていたが、エレン誕生を機に使命を断念して家族を守る事を決意。エレンが壁外世界に興味を持つ可能性を考え壁外世界の情報などを三冊の書籍に書き記し、地下室の医療研究室内に隠す。

### 840年代
842年
- フリーダ・レイスが叔父のウーリから「始祖の巨人」の力を継承する。
- マーレの戦士となったジークが「獣の巨人」の力を継承する。

844年
- マーレの戦士候補生であったライナー、ベルトルト、アニ、マルセルがそれぞれ「鎧の巨人」「超大型巨人」「女型の巨人」「顎の巨人」の力を継承する。
- 強盗の襲撃によりミカサの両親が死亡。ミカサは誘拐されるがエレンに助けられ、以降イェーガー家に引き取られる。

845年
- マーレ軍上層部より「始祖の巨人」および「進撃の巨人」の探索・奪還の指令を受け、ライナー、ベルトルト、アニ、マルセルの4名がパラディ島に上陸。
  - 移動の途中で無知性巨人と化したユミルと遭遇し、マルセルはライナーを庇い捕食され死亡。
  - マルセルを捕食したユミルは「顎の巨人」の力を継承し、人間の姿に戻る。

- キースが調査兵団団長の座を譲り、エルヴィンが調査兵団第13代団長に就任する。

## 作品開始時点以降

### 840年代
845年
- ウォール・マリア南端の突出区画シガンシナ区に「超大型巨人」が出現、門を破壊される。多数の巨人が侵攻し、「鎧の巨人」によってウォール・マリア内への門を破壊され、地域住民はウォール・ローゼへ退避。
  - 巨人侵攻の被害でエレンの母カルラが死亡。父グリシャも行方不明となり、エレン、ミカサ、アルミンは開拓地へ避難する。
  - この時の混乱に乗じてライナー、ベルトルト、アニも避難民として壁内に潜入、ユミルも同じく避難民として侵入する。

- ロッド・レイスの領内で「盗賊の襲撃による火災」が発生。惨劇の舞台となった礼拝堂でロッドの妻と5人の子供が死亡する。
  - 実際は、巨人化したグリシャが礼拝堂の地下洞窟で祈りを捧げていたレイス一家を襲撃し、ロッドは妻子を殺害されたが、事件の被害者であるロッドにより事実が隠蔽されていた。
  - 巨人化したグリシャに対抗すべく、レイス家の長女フリーダが巨人化して立ち向かうが、グリシャに食い殺され、フリーダが継承していた「始祖の巨人」の力が奪われる。
  - 記憶を継承したエレンがグリシャの視点での記憶を辿り、グリシャは最初はフリーダに民衆の救済を懇願したが、フリーダが拒否したためやむなくフリーダから「始祖の巨人」を奪取した事実を知る。

- グリシャがエレンに巨人化薬を投与し、グリシャは自身をエレンに捕食させることで「始祖の巨人」と「進撃の巨人」の能力を継承させる。
  - エレンは巨人化が解けたのち、注射の後遺症による記憶障害のためその事実を忘れている。

- ロッド・レイスがケニー・アッカーマン率いる対人立体機動部隊と共にヒストリア・レイスのもとに現れる。
  - ヒストリアの母親アルマが抹殺される。ロッドはヒストリアに「クリスタ・レンズ」の偽名を与え、クリスタは開拓地へ移住する。

846年
- 領土奪還を賭けた総攻撃が敢行されるが失敗。ウォール・ローゼから外側、シガンシナ区は放棄され、人類は領土の1/3と人口の2割（約25万人）を失う。
  - 作戦には失業者や難民化したウォール・マリア住民らが駆り出されるも、ほとんどが戦死。この作戦でアルミンの祖父も死亡した。
  - 表向きでは「奪還作戦」としているが、実態としては大量の失業者や難民を意図的に減らす「口減らし」や「棄民」の意味合いもあった。

847年
- 第104期訓練兵団編成。
  - エレン、ミカサ、アルミン、クリスタ（ヒストリア）が開拓地を出てウォール・ローゼ南方面の隊に入団する。
  - 同じくしてライナー、ベルトルト、アニも奪還任務に最適との判断で訓練兵団に入団する。
  - 「顎の巨人」を継承し人間に戻ったユミルも入団する。(自分と似た境遇であるヒストリアに共感し彼女を守ると誓ったため。)

- ケニー・アッカーマンによって対人立体機動部隊が結成される。

848年
- 調査兵団による第34回壁外調査が実施。
  - イルゼ・ラングナー調査兵が人語を話す巨人と遭遇したが、帰還叶わず死亡。

849年
- イルゼ・ラングナーに遺された話す巨人に関するメモが調査兵団によって回収される。

### 850年代
850年
- 第104期訓練兵団が全訓練課程を修了して解散する。
- ウォール・ローゼ南端の突出区画トロスト区に「超大型巨人」が再度出現し、扉が破壊される。
  - 人類側劣勢の中、エレン巨人体が出現。巨人にほぼ制圧されたトロスト区を、エレン巨人体を中心として奪還する作戦が現場で新たに立案され、「超大型巨人」によって開けられた巨人の侵入経路を封鎖。続いて急報を受け駆けつけた調査兵団が加勢し、多大な犠牲を出しつつも、トロスト区に侵入した巨人の掃討に成功。
  - 4m級、7m級の巨人2体を捕獲する。
  - 戦いの最中、巨人化したエレンを見てライナー、ベルトルト、アニの三人は「進撃の巨人」と判断、ライナーとベルトルトが巨人化に関する密談を同期のマルコ・ボットに聞かれてしまい、自分達の正体に感づかれる。口封じのためにマルコを拘束し、駆け付けたアニにマルコの立体機動装置を奪わせて放置され、そのままマルコは巨人に捕食されて死亡する。

- ダリス・ザックレー総統を議長とした特別兵法会議が開かれ、エレンの存在の是非と処遇について審議が行われた。その結果、調査兵団がエレンの身柄を預かることが決定。
  - エレンは正式に調査兵団に入団。それに伴いリヴァイ兵長の指揮の元、エレンの監視を名目とした保護と巨人化能力の解析と実験を目的とした特別作戦班「リヴァイ班」が結成される。
  - 捕獲した4m級、7m級の巨人がアニとライナーに殺害される。調査が行われるが、犯人を特定出来ず。

- 第104期訓練兵団卒業生の内、21名が調査兵団に入団。
  - ミカサら上位5名とアルミン、ユミルが調査兵団に入団。
  - ライナーとベルトルトは「進撃の巨人」ことエレンを奪取する機会を得るべく調査兵団に入団、アニは「始祖の巨人」を継承する王族の調査に最適な憲兵団に入団する。

- 調査兵団による第57回壁外調査が行われるも「女型の巨人」に遭遇し、多大な被害を受け帰投を余儀なくされる。
  - 壁外調査中、エルヴィン揮下の一部の調査兵団員は「女型の巨人」捕獲作戦を実行するも失敗に終わる。
  - 撤退する際、リヴァイ兵長不在のリヴァイ班が「女型の巨人」に急襲され壊滅。
  - エレンは巨人化して応戦するも敗北し攫われるが、リヴァイとミカサによって救出される。

- ストヘス区で調査兵団により秘密裏に「女型の巨人」の捕獲作戦が実施され、多数の被害を生じたが「女型の巨人」の捕獲に成功。エレンの憲兵団引き渡しは凍結される。
  - 調査と交戦の結果、調査兵団は「女型の巨人」の正体をウォール・シーナのストヘス区憲兵団に所属するアニ・レオンハートと断定。
  - 市街地での捕獲作戦で市民にも多数の犠牲が生じながらもアニの身柄拘束に成功するが、アニは謎の水晶体に包まれ情報を聞き出せなくなる。
  - 戦いの最中に「女型の巨人」が破壊したウォール・シーナの壁の中から巨人を発見。「ウォール教」のニック司祭の指示ですぐに巨人を隠す処置が行われる。壁が巨人で造られていることが判明する。

- ウォール・ローゼ内に「獣の巨人」率いる巨人の一群が出現、一部の調査兵団とウトガルド城跡にて交戦。
  - ミケら精鋭調査兵数名が戦死し、大勢の民間人が地下街などに一時避難を余儀なくされる。
  - アニの出生記録を調査した結果、845年のウォール・マリア陥落時の混乱に乗じて詐称した経歴であった事が判明、さらにライナーとベルトルトも同郷の出身者として同じ時期に登録されていた事も判明し、アニと同じ巨人能力者との疑惑がかけられる。
  - 調査兵団所属のユミルが巨人化能力者であることが判明。ウトガルド城跡で群がる巨人達相手に孤軍奮闘し重傷を負うが、合流してきたハンジ率いる即席班の活躍により救出される。
  - コニーの故郷・ラガコ村が滅ぼされるが、破壊されたコニーの生家にいた動けない巨人と不自然な村の状況に謎が残る。
  - 調査の結果、ウォール・ローゼに破壊された穴は発見できず。後にさらなる調査で巨人たちの正体がラガコ村の村人たちである疑惑が浮上。後にジークの口から彼の脊髄液を含んだガスによって巨人化したことが判明。

- ウォール・ローゼ上に「超大型巨人」「鎧の巨人」が出現。調査兵団は交戦するが敗北し、エレンとユミルが攫われる。
  - 調査兵団所属のライナー・ブラウンとベルトルト・フーバーが、ウォール・ローゼに到達後それぞれ「鎧の巨人」「超大型巨人」の正体であることが判明。
  - エレンは巨人化して「鎧の巨人」と交戦するも敗北し、調査兵団にも多数の死傷者を出す。
  - 交戦から5時間後にエルヴィン団長率いる調査兵団と憲兵団がウォール・ローゼに到着。ハンジの推測により巨大樹の森を目指し、エレン達の奪還を目標に追跡を開始する。

- 日没前に巨大樹の森でライナー達を発見し交戦する。エレンを奪還するが、群がってきた巨人達により壊滅寸前にまで追い詰められる。しかし、巨人達が突如ライナー達に襲いかかり、その隙に撤退する。
  - ミカサは負傷し、エルヴィンは右腕を失い、ハンネス以下多数の兵士が戦死する。
  - ユミルはライナー達と同行し、彼らはウォール・マリアのシガンシナ区に到着する。
  - 戦いの最中にエレンとミカサの前にダイナ巨人体が出現。エレンがその巨人を殴った瞬間に「座標」の力が発現し、周囲の巨人を一時的に操る。

- 調査兵団に保護されていた「ウォール教」のニック司祭が何者かに殺害される。
  - 犯人は中央第一憲兵団のジェル・サネス達で、エレンとヒストリアの情報を聞き出すために探し出して拷問の末に殺害。それを強盗の仕業と隠蔽を図る。
  - リヴァイ班の再編成が行われ、ミカサ、アルミン、ジャン、コニー、サシャ、ヒストリアが班に加わる。

- 破綻寸前のトロスト区の経済と住人たちの生活を支えていたリーブス商会会長ディモ・リーブスとその部下が何者かにより惨殺される。
  - 中央第一憲兵団と内通していたリーブス会長がリヴァイ兵長との交渉に応じ寝返ったため、中央第一憲兵団を率いるケニーに殺害されエレンとヒストリアが拉致される。その事実は王政の圧力を受けた報道機関により改竄される。
  - 調査兵団は民間人殺害の濡れ衣を着せられ、王命により解体とエルヴィン団長の逮捕、容疑のかかった団員の逮捕（または殺害）が中央第一憲兵団主導で行われる。リヴァイ兵長およびハンジ分隊長は逃亡・潜伏する。

- 駐屯兵団のドット・ピクシス司令およびザックレー総統主導によるクーデターが発生。フリッツ王が偽の王である事実や中央第一憲兵団が関与した様々な事件が明らかにされ、王とその側近および中央第一憲兵団が身柄を拘束される。これによりフリッツ朝は完全に崩壊。
  - 民間人殺害の嫌疑で絞首刑が予定されていたエルヴィン調査兵団長は「無実」とされ解放される。
  - リヴァイとハンジ率いる調査兵団が中央第一憲兵団の拠点を制圧しレイス家の礼拝堂地下洞窟に突入。
  - 対人立体機動部隊の迎撃を突破しエレンとヒストリアを救出する。この際、エレンはレイス家所蔵の巨人化薬を服用したことで身体の硬質化能力を獲得する。
  - ロッド・レイスが巨人化し、オルブド区に侵攻。調査兵団と駐屯兵団による討伐作戦の末、ヒストリアによって討たれる。
  - 致命傷を負いながら地下洞窟から脱出したケニーをリヴァイが発見。ケニーは巨人化薬をリヴァイに託すとそのまま息を引き取る。

- ヒストリア・レイスが女王に即位。兵団主導による新体制が敷かれ、旧体制派は徹底的に粛清される。
  - ヒストリアは貧窮者救済と孤児救済のために孤児院を開き、壁内の孤児達を集めて面倒を見る。その功績に人々から「牛飼いの女神様」と呼ばれるようになる。
  - 地下洞窟で発見した発光石を兵団や住民に還元。これにより工業の生産性の向上と、兵団の活動範囲の拡大化が図られる。
  - 中央第一憲兵団が抹消していた先進的技術を兵団の兵器改良に応用。新兵器「雷槍」が完成する。
  - エレンの硬質化能力によって兵士の労力以外消耗せず、なおかつ危険に晒されずに済む対巨人兵器が製造され、ウォール・ローゼ外壁の数ヶ所に設置される。
  - 調査兵団の募兵によってマルロ、フロックら新兵達が調査兵団に入団する。

- 調査兵団によるウォール・マリア最終奪還作戦が開始される。シガンシナ区に到着した調査兵団はジーク、ライナー、ベルトルト率いる巨人たちと交戦し、多大な犠牲を払うもウォール・マリア奪還を果たす。
  - この戦いでエルヴィン団長を筆頭に199名の兵士が戦死。生き残ったリヴァイ、ハンジ率いる調査兵団9名が帰還する。
  - ジークとライナーは致命傷を負いながらも車力の巨人に助けられて撤退する。
  - ベルトルトは巨人化したアルミンに捕食され死亡。「超大型巨人」の能力はアルミンに受け継がれる。
  - エルヴィン団長の死亡により、ハンジが調査兵団第14代団長に就任する。

- エレンの生家にある地下室で、グリシャが遺した3冊の手記と壁内では存在しない写真を発見する。
  - 壁外に人類が存在することが判明、さらに自分たちの生活圏は大陸の国家「マーレ」の近海に位置する「パラディ島」であることが判明する。
  - ヒストリア女王は調査兵団が持ち帰った真実を「100年前に失われた記憶」として公表する。

- 壁外で半島の自治権を巡ってマーレと中東連合の間で戦争が勃発。

851年-853年
- ウォール・マリア内の巨人の掃討完了を兵団が発表。街道の舗装事業、シガンシナ区の入植がはじまる。
- 6年ぶりのウォール・マリア外の壁外調査が行われ、調査兵団が初めて海に到達する。
  - 壁外調査で巨人は1体しか確認されず、パラディ島の巨人達はウォール・マリア内でほとんど掃討されたことが確認される。

- マーレがパラディ島調査のために3年間で駆逐艦を含む計32隻の調査船を派遣するが、いずれも消息を絶つ。
  - マーレ軍内部の反体制派がパラディ島に到達し、調査兵団と接触する。反マーレ体制派から技術提供を受け、パラディ島に軍港が建設される。
  - ヒィズル国の大使がパラディ島に上陸、国交を結び、資材や技術を提供する。パラディ島に鉄道などが普及し、近代化が進められる。
  - トロスト区鉄道開通式の後、潜入調査をするために調査兵団がマーレに上陸。

854年
- マーレと中東連合の戦争が、マーレの勝利で終結する。 
  - エレンが「クルーガー」の偽名を使い、戦士隊の負傷兵としてマーレに潜入。
  - パラディ島殲滅宣言の式典の最中に巨人化したエレンとパラディ島のエルディア軍が襲撃。タイバー家当主のヴィリー・タイバーがエレンに捕食されて死亡。マーレ軍幹部が全滅し、アルミンの超大型巨人の巨人化の爆発により、主力艦隊と軍港も壊滅させた。「戦鎚の巨人」の能力者のヴィリー・タイバーの妹も捕食され、エレンに能力を奪取された。
  - 調査兵団はエレンとジークの回収に成功するがサシャを含む8名の兵士が戦死。飛行船に乗り込んできたファルコとガビもパラディ島に連行される。
  - エレンが単独行動の件の責任を問われ、拘束される。

- パラディ島に帰還。
  - フロック、調査兵団の新兵を中心にエレンを信奉する反兵団破壊工作組織イェーガー派が結成した。
  - イェーガー派の謀略により、総統ダリス・ザックレーが爆殺される。
  - エレンが拘束されていた地下牢から脱走。同じく脱獄したイェーガー派と合流。
  - イェーガー派が兵団を制圧。義勇兵のイェレナ達が用意したジークの脊髄液入りワインを兵団上層部が飲んでしまう。
  - 巨大樹の森に軟禁されていたジークが、｢叫び｣により兵士を巨人化させ、リヴァイと戦うが敗北しリヴァイに捕らえられ、雷槍に繋がれる。ジークの雷槍による自爆でリヴァイが意識不明の重体になる。ハンジがリヴァイを連れて逃亡する。イェーガー派とジークが、接触しシガンシナ区へ向かう。

- マーレ軍、パラディ島奇襲。シガンシナ区が戦場となる。
  - ひそかに潜入していたピークとポルコがガビを救出。
  - ジークが「叫び」によってファルコら多数を巨人化し、ポルコが巨人化したファルコに捕食されて死亡。ファルコが「顎の巨人」を継承する。

- エレン、ジークと接触し、「道」に到達。
  - エレンとジークがグリシャの記憶を辿る。
  - ジークは始祖ユミルに「安楽死計画」の実行を命じたが、エレンが始祖ユミルに語り掛け、協力を得る。

- エレンと始祖ユミルによって「地鳴らし」が発動。
  - パラディ島の全ての「壁」が崩落し、壁内にいた全ての超大型巨人が解放されたことで多数の死傷者が出る。
  - アニの硬質化が強制的に解ける。
  - エレンが始祖の力を使いすべてのエルディア人に｢地鳴らし｣の宣言をする。
  - 幾千万の超大型巨人とエレンがパラディ島からマーレへ侵攻する。
  - アニ、ヒッチと接触し行動を共にする。
  - ジークの「叫び」によって発生した巨人は全て掃討されるが、殆どのマーレ戦闘員が死亡。
  - コニー、ファルコを母親に捕食させ人間に戻そうとラガコ村へ向かう。
  - アルミンとガビが結託しコニーを止めに向かう。結果、ファルコの救出に成功しガビ・ファルコ・アルミン・コニーが和解。
  - リヴァイ、ハンジが｢地鳴らし｣を止めるためピーク、マガトに接触し協力関係を結ぶ。
  - アニ、アルミン達と接触し結託。その後、ライナーと合流する。
  - アルミン達とハンジ達が合流する。
  - ｢地鳴らし｣を止めるため空から追跡可能な飛行艇を手に入れるため港へ向かう。
  - マガトがパラディ島を襲撃した過ちを認め、調査兵団と和解する。
  - 港はすでにイェーガー派に占拠されており、戦闘となるが、飛行艇を整備可能なヒィズル国の技術者及びヒィズル国の大使キヨミと船で脱出し、オディハへ向かう。
  - 追撃可能なマーレの軍艦を爆破し、マガトと後から駆けつけたキースが死亡する。
  - エレンと幾千万の超大型巨人が、世界連合艦隊を破り、｢地鳴らし｣がマーレ大陸に到達する。
  - ｢地鳴らし｣がレベリオ含めマーレ大陸の大半を壊滅させる。
  - エレンが、アルミン達に始祖の力を使い自身の目的を明かすが、アルミン達はこのことを忘れさせられる。
  - オディハに到着し、飛行艇の整備を行うが整備が終了したところでひそかについて来ていたフロックに燃料タンクに穴を空けられる。フロックは、ミカサに殺される。
  - 空けられた穴を埋めようとしたところ｢地鳴らし｣が到着。時間を稼ぐためハンジが犠牲となり、アルミンが調査兵団第15代団長に任命される。
  - 飛行艇が飛び立ちイェレナから聞き出したスラトア要塞へ向かう。
  - エルディア人の避難民が、飛行船で逃げるためスラトア要塞へ到着したところ｢地鳴らし｣に追い付かれる。
  - ｢地鳴らし｣を止めるためスラトア要塞の飛行船部隊がエレンの巨人へ攻撃を仕掛けるが、ジークの獣の巨人により全滅させられる。

- 天と地の戦い
  - アルミン達が到着し、始祖の巨人の背中で歴代の9つの巨人の軍団と戦う。アルミンは巨人に誘拐される。絶体絶命の時、ファルコの巨人が現れ助けられる。
  - 体制を立て直し、再びミカサ、ジャン、コニー、アニ、ピーク、ライナー、リヴァイでエレンごと「終尾の巨人」に再攻撃を仕掛ける。
  - ミュラー長官率いるマーレ兵とレオンハート率いるエルディア人が対立するが、ミュラー長官の判断により、停戦状態に。
  - アルミンとジークが「道」で説得の末、ベルトルト、マルセル、ポルコ、ユミル、グリシャ、クルーガー、クサヴァーら歴代の巨人継承者が味方となって巨人として復活する。ジークはリヴァイに首を切られて死亡。ジャンは終尾の巨人の首元を爆薬を用いて爆破。光る生物が露見する。
  - アルミンは超大型巨人に巨人化することで終尾の巨人の骨格を爆破。地ならしは一度停止するものの、光る生物は無傷で、エレンは再度二足歩行型の大型巨人に巨人化する。
  - 光る生物の発したガスにより、巨人化能力保有者とアッカーマン以外のエルディア人が巨人化。その後、エレンとアルミンが交戦。鎧の巨人は光る生物と、ジャン、コニー、ガビ、カリナ含む無知性巨人と交戦。ミカサとリヴァイが協力し、終尾の巨人の口の中に乗り込む。
  - 終尾の巨人の口の中にあるエレンの首を切り落としたことによりエレンは死亡し、終尾の巨人を含む全ての巨人が消滅する。

- 世界から巨人の力は消えたものの、生き残ったミュラー長官らマーレ人たちは、警戒心を解くことができずエルディア人たちに対して武器を構える。それに対してアルミンたちが説得を試みる。

## 「天と地の戦い」の終結後

### 857年
- ジャンの親族とコニーの母親がヒストリアに保護される。
- アルミン、ジャン、コニー、アニ、ピーク、ライナーらは連合国大使を務め、和平交渉に出向く。
- リヴァイ、オニャンコポン、ファルコ、ガビ、イェレナ[注 5]らは大陸で行動を共にする。
- イェーガー派の仕切りの元、エルディア国では軍備増強に力が注がれ、近代的な軍隊が結成される。
- エレンの墓の前でミカサのもとに一羽の鳥が訪れ、マフラーを巻き飛び去る。

### それ以降
それ以降の部分は作中では説明やセリフがまったくなく、また人物の顔も描写されておらず、すべて読者/視聴者の想像に委ねられている。情景はすべて、エレンの墓がある木（以下、本項では“木”と称する）のある丘から見た情景として描かれる。
- パラディ島の復興が進み、大型建築物が建ち始めることで近代的な都市へ成長する。
- マフラーを巻いた女性が、家族とおぼしき男性・子供ともにエレンの墓を訪れる。
- マフラーを巻いた老女の葬儀が“木”の根元で行われる。
- 戦争が発生する（パラディ島外勢力の侵攻か、島内の内戦かは不明）。
- パラディ島内の文明は滅ぶが、“木”は成長を続けて巨木となる[注 6]。そこに一人の子供が犬を連れて訪れたところで物語は終わる。